# Raoul Péret
Raoul Péret, né le 29 novembre 1870 à Châtellerault (Vienne) et mort le 22 juillet 1942 à Saint-Mandé (Val-de-Marne), est un avocat et homme d'État français.

## Biographie

### Jeunesse et études
Raoul Péret suit des études de droit. Il est docteur en droit.

### Parcours professionnel
Il est avocat, Raoul Péret est en 1893 attaché d'Eugène Guérin, Garde des sceaux dans le premier cabinet de Charles Dupuy devient maire de Vendeuvre-du-Poitou dans la Vienne, 1901 à 1942 puis Conseiller général du canton de Neuville-de-Poitou dans la Vienne, 1901 à 1935. Il est président du conseil général de la Vienne de 1920 à 1925.
Il est élu député de la Vienne en 1902, et siège au groupe de la Gauche radicale, proche de la mouvance des Radicaux indépendants, puis au sein de la Gauche républicaine démocratique, proche de l'Alliance démocratique. Il reste à la Chambre des députés jusqu'en 1927 puis devient Sénateur de la Vienne de 1927 à 1936. Il ne retrouve pas son siège de sénateur aux élections d’octobre 1935.
Raoul Péret est élu Président de la Chambre le 12 février 1920. Dans une allocution prononcée le 12 février 1921, il déclare : « Jamais il ne fut plus nécessaire de pratiquer la politique des résultats. On attend de nous plus que des mots, alors que tant de problèmes se posent, qui exigent impérieusement des solutions. La restauration de nos finances, l’application intégrale et inflexible des traités sollicitent surtout nos énergies. Elles ne seront pas défaillantes.» Ces mots considérés comme une critique du peu d’efficacité de la politique de défense des droits réservés à la France par le traité de Versailles contribuèrent à la chute du Gouvernement dirigé par Georges Leygues. Il reste Président jusqu’au 31 mai 1924. La nouvelle Chambre issue de la victoire électorale du Cartel des gauches lui préféra Paul Painlevé.
Il entre dans le gouvernement de Gaston Doumergue en tant que sous-secrétaire d'État à l'Intérieur le 9 décembre 1913. Le 17 mars 1914, il récupère le portefeuille du Ministère Commerce, Industrie, Postes et Télégraphes, un poste qu'il garde jusqu'à la fin du Ministère Doumergue en juin 1914. Il est ministre de la Justice du 12 septembre 1917 au 15 novembre de la même année. Du 12 février 1920 au 31 mai 1924, il assure la présidence de la Chambre des députés. Il est ministre des Finances de mars à juin 1926 au sein du gouvernement d'Aristide Briand.

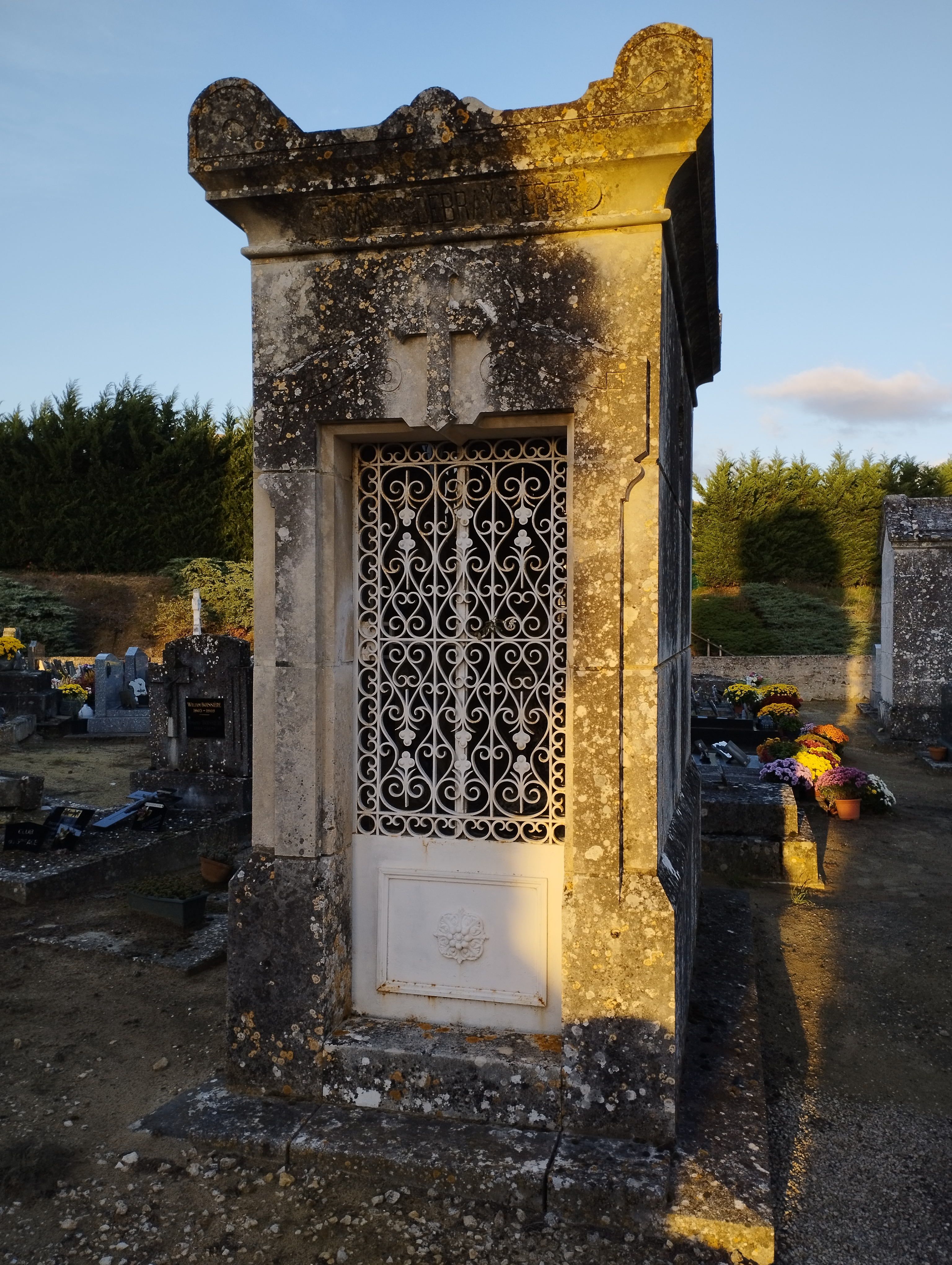
Tombe de Raoul Péret au cimetière de Vendeuvre-du-Poitou.

Il est une seconde fois ministre de la Justice du 2 mars 1930 au 16 novembre de la même année, dans le gouvernement d'André Tardieu. Il est la cause de la chute du gouvernement en raison de ses liens avec le banquier Albert Oustric. Il était possible candidat à la présidence de la République. Il fut mis en cause pour son action en tant que ministre des Finances trois ans plus tôt dans le cadre de l'« affaire Oustric » et, bien qu'acquitté par la Haute Cour de justice en juillet 1931, il vit sa carrière politique brisée.
Raoul Péret a également été président de l'Union française pour le sauvetage de l'enfance de 1922 à 1932.
Il meurt à l'âge de 71 ans le 22 juillet 1942 à Saint-Mandé, et est inhumé dans le caveau familial au cimetière de Vendeuvre-du-Poitou.

## Détail des mandats
- Maire de Vendeuvre-du-Poitou (1901-1942)
- Conseiller général de la Vienne (1901-1935)
- Député de la Vienne (1902-1927)
- Sénateur de la Vienne (1927-1935)
- Ministre du Commerce, Industrie, Postes et Télégraphes (1914) et (1930)
- Ministre de la Justice et Garde des Sceaux (1917)
- Ministre des Finances  (1917)